# 나데즈다 세르게예바 (봅슬레이 선수)
나데즈다 빅토로브나 세르게예바(러시아어: Наде́жда Ви́кторовна Серге́ева, 1987년 6월 13일~)는 러시아의 봅슬레이 선수이다.

## 선수 경력
1987년 6월 13일 러시아 (당시 소련 러시아 소비에트 연방 사회주의 공화국) 케메로보에서 태어났다. 봅슬레이 선수를 하기 전에는 7종경기 선수로 활동했으며, 2004년에 이탈리아 그로세토에서 열린 세계 주니어 육상 선수권 대회에 참가하여 10위에 올랐다. 2009년에는 리투아니아 카우나스에서 열린 U-23 유럽 선수권 대회에서 라트비아의 아이가 그라부스테와 같은 러시아 선수인 올가 쿠르반의 뒤를 이어 동메달을 획득했다. 
육상을 그만둔 후 봅슬레이로 전향하여 2011년 2월 봅슬레이 월드컵에 처음 출전해 국제무대 데뷔를 밟았고, 이탈리아 체세나에서 열린 2010-11 봅슬레이 월드컵에서 10위로 마쳐 월드컵 개인 최고기록을 세웠다. 2013년 세계 선수권 대회에서 9위에 올라 개인 최고기록을 세웠다.
2014년 2월 러시아 소치에서 열린 2014년 동계 올림픽의 여자 2인승 경기에서 나데즈다 팔레바와 함께 러시아 2호 썰매팀을 이루어 출전하였고, 16위로 대회를 마쳤다.
2016년 3월 세르게예바의 도핑 테스트 결과 멜도니움 양성 판정을 받았다는 소식이 전해졌다. 그러나 멜도니움 함량치는 1 µg 미만으로 극히 적었고, 2016년 3월 1일 이전에 복용된 것으로 밝혀져 대회 출전 금지조치는 피했다. 이듬해 2017년 빈터베르크에서 월드컵 토너먼트와 동시에 열린 유럽 선수권 대회 여자종목에 출전해 러시아 사상 첫 메달을 획득하였다.
2018년 2월 평창 올림픽에서 여자 2인승 종목에 출전해 12위에 올랐다. 그러나 이어진 도핑 테스트에서 복용 금지약물 중 하나인 트리메타지딘 양성반응 판정을 받았다. 트리메타지딘은 심부전증 완화 치료제로 쓰이는 약물로, 나데즈다는 종전에 심장 문제를 겪은 적이 있었다. 어머니는 케메로보 심장학센터에서 의사로 근무하고 있는 것으로 알려졌다. 사정이 어떻든 나데즈다가 세운 기록은 무효 처리되었고, 2018년 2월 24일까지 출전정지 처분을 받았다.